# Кишеньковий годинник

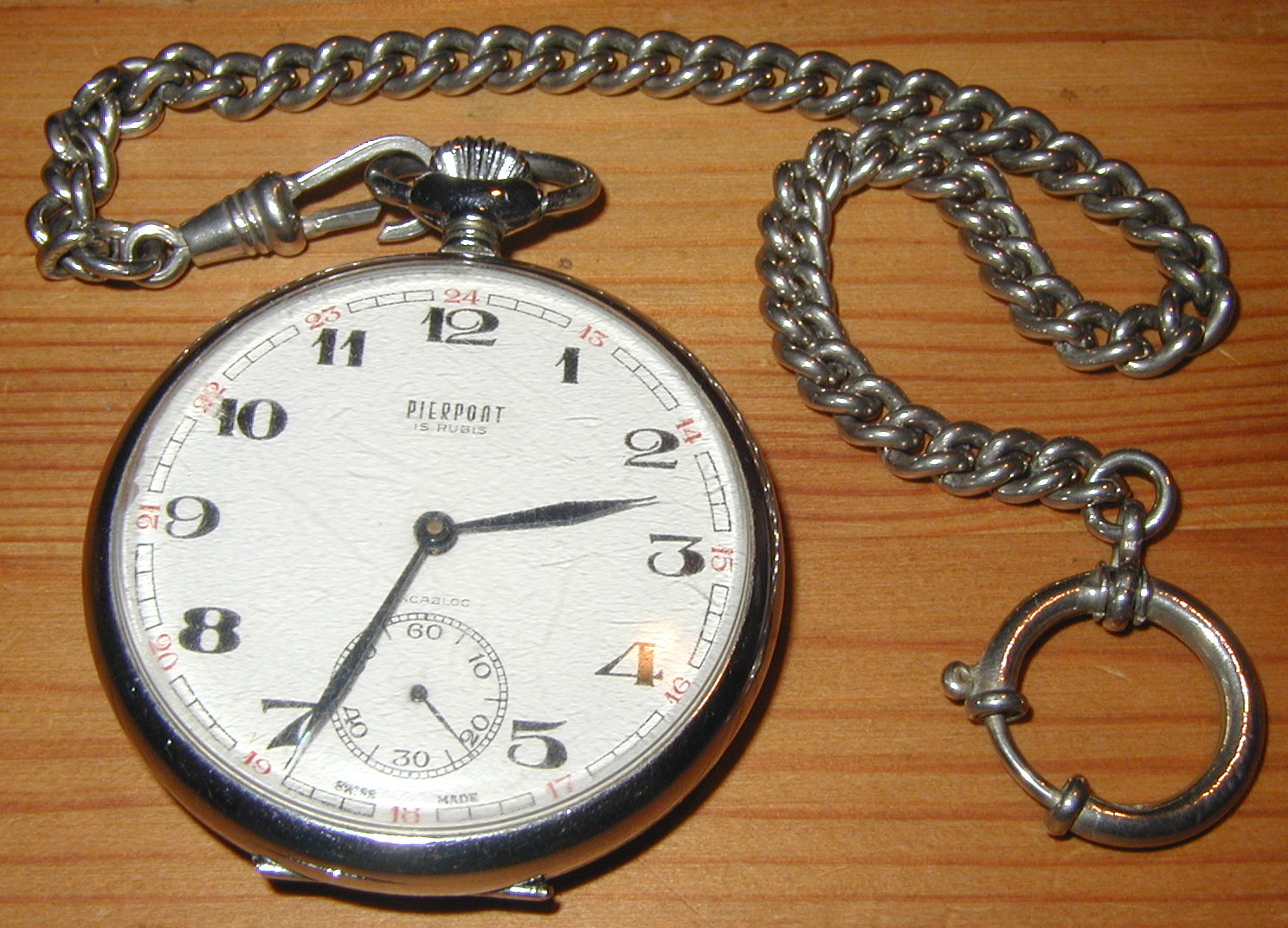
Кишеньковий механічний годинник із ланцюжком

Кишенько́вий годи́нник — годинник, який носять у годинниковій кишені одягу їхнього власника. Як правило, мають металевий ланцюжок для зручного діставання та запобігання втраті.

## Історія
Кишеньковий годинник з'явився в XVII столітті, після винайдення годинникового механізму невеликого розміру, що дозволяло вмістити його в кишені повсякденного одягу (а не на шиї, як практикувалося раніше).
Примітно, що з подальшим винайденням наручного годинника, популярність кишенькового годинника знизилася далеко не відразу, оскільки багато людей вважали не зовсім комфортним повсякденне носіння приладу для вимірювання часу на зап'ясті, віддаючи перевагу годинниковій кишені.
Кишенькові годинники носять на ланцюжку з брелоком. Брелок прикріплюють до одного кінця ланцюжка, а сам годинник, який розміщуватиметься в окремій кишені на боці жилета або штанів, протилежній домінівній руці, — до другого.
З винайденням таких годинників змінилася й мода: поступово з'явилися жилети зі спеціальною кишенею для годинника.
До середини XIX століття більшість кишенькових годинників заводили за допомогою окремого ключа, який підвішували на ланцюжку поруч із годинником. Потім набув поширення ремонтуар — механізм заведення й переведення стрілок без використання заводного ключа (годинник заводять, повертаючи заводну головку (здебільшого, з прямим рифленням), а переводять стрілки, піднявши цю головку і обертаючи її, після чого на головку потрібно натиснути), який донині застосовують у всіх наручних годинниках.
Раніше військові кишенькові годинники майже завжди мали циферблати і стрілки, покриті радієвою світломасою постійної дії (СПД). Її замінюють нерадіоактивним світлонакопичувачем на основі алюмінату стронцію, а видалену під шаром води світломасу разом з водою утилізують як радіоактивну. У жодному разі не можна в домашніх умовах розкривати та ремонтувати прилади із СПД, а також намагатися самостійно їх дезактивувати.

## Галерея

Кишеньковий годинник і шатлен. Франція, 1860-ті роки. Музей Галвіл[sv]
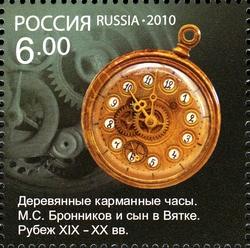
Дерев'яний кишеньковий годинник